# Tamaria stria
Tamaria stria is een zeester uit de familie Ophidiasteridae.
De wetenschappelijke naam van de soort werd in 1975 gepubliceerd door Maureen Downey.